# 赵晗君
赵晗君（1989年10月6日—），中国女歌手、音乐剧演员。2012年获得青海卫视《花儿朵朵》杭州赛区冠军、全国第7名而出道，2014年签约环球唱片公司成为旗下艺人。

## 生平
1989年出生浙江省诸暨市，2006年考入南京艺术学院音乐表演专业本科班（2010年毕业）。2007年参加上海电视台《亚洲新人歌手大赛》获得浙江赛区冠军。2011年与同学组合“π组合”参加东南卫视《欢乐合唱团》获得全国总冠军，同年底代表中国参加“第九届意大利国际合唱比赛”获得流行唱法组获得金奖；2012年参加青海卫视《花儿朵朵》获得杭州赛区冠军、外形唱功和人气都位居前三成为当时夺冠热门人选，但最终发挥失误只获全国第7名、最具演绎潜质奖，同年签约青海卫视。2013年与青海卫视解约，担任《爱在新街口之微时刻》广告女主角。2014年签约环球唱片，并发行单曲《梦想天空》《Getting Stronger》，同年担任音乐剧《Play Me》女主角进行全国巡演； 

## 音乐作品
发行单曲
| 发表时间 | 单曲名称             | 备注                       |
| -------- | -------------------- | -------------------------- |
| 2014-03  | 《梦想的天空》       | 动画片《果果骑侠传》片尾曲 |
| 2014-09  | 《Getting Stronger》 |                            |
| 2014-09  | 《最真实的模样》     | 音乐剧《Play Me》主题曲    |

## 音乐剧
- 2014年 音乐剧《Play Me》女主角“妮娜”，进行全国巡演

## 广告作品
- 2013年 城市广告《爱在新街口之微时刻》女主角
- 2014年 公益广告《精品生活购物指南》女主角